# Пилар фон Пильхау, Николай Густавович
Барон  Николай Густавович Пилар фон Пильхау  (нем. Nikolai Freiherr Pilar von Pilchau; 30 мая 1831, Киев — 26 января 1886) — генерал-лейтенант русской императорской армии из остзейского рода Пилар фон Пильхау.

## Биография
Родился в 30 мая 1831 года в Киеве в семье бывшего начальника военных поселений Густава Фёдоровича и Варвары Ивановны, урожденной Дуниной.
26 мая 1849 года из камер-пажей произведен корнетом в кавалергардский полк. В 1850 году поручиком. В 1852 году назначен адъютантом к графу Клейнмихелю, на чьей дочери Елизавете (1833—1896) вскоре женился. Венчание было в Петербурге 26 января 1855 года в церкви Александра Невского при Институте корпуса Путей сообщения.
В 1854 году произведен в штабс-ротмистры. В 1855 году назначен адъютантом к Я. И. Ростовцеву, 30 августа 1856 года назначен флигель-адъютантом. 18 ноября 1856 года командирован на полгода в полк для исполнения служебных обязанностей. В 1857 году произведен в ротмистры, а в 1860 году в полковники.
5 марта 1863 года назначен состоять при миссии в Брюсселе, а 6 декабря причислен к миссии в Риме. В 1866 году произведен в генерал-майоры, с назначением в свиту и зачислением по армейской кавалерии.
В 1881 году произведен в генерал-лейтенанты с зачислением в запасные войска. В 1861 году по болезни уехал за границу, где он пробыл до 1871 года. В 1880 году поселился на юге Франции, где он и скончался 26 января 1886 года в Ницце.

## Семья
Жена - Елизавета Петровна Клейнмихель (1833-1896), дочь графа Петра Андреевича Клейнмихеля (1793—1869). Дети:
- Николай (06.12.1855[1]— ?)
- Мария (29.08.1862, Париж— ?), замужем (с 11.11.1884; Брюссель)[2] за Д. М. Засецким (1861).